# Vietnam International 2004
Die Vietnam International 2004 im Badminton fanden vom 2. bis zum 6. Juni 2004 in Ho-Chi-Minh-Stadt statt.

## Sieger und Platzierte
| Disziplin    | Gold                                              | Silber                             | Bronze                                        |
| ------------ | ------------------------------------------------- | ---------------------------------- | --------------------------------------------- |
| Herreneinzel | Ahn Hyun-suk                                      | Nguyễn Tiến Minh                   | Jung Hoon-min                                 |
| Herreneinzel | Ahn Hyun-suk                                      | Nguyễn Tiến Minh                   | Hwang Ji-man                                  |
| Dameneinzel  | Silvi Antarini                                    | Salakjit Ponsana                   | Maria Kristin Yulianti                        |
| Dameneinzel  | Silvi Antarini                                    | Salakjit Ponsana                   | Soratja Chansrisukot                          |
| Herrendoppel | Rian Sukmawan Yoga Ukikasah                       | Hwang Ji-man Jung Jae-sung         | Songphon Anugritayawon Siwath Khoosakunthum   |
| Herrendoppel | Rian Sukmawan Yoga Ukikasah                       | Hwang Ji-man Jung Jae-sung         | Mega Berlian Muhammad Rizal                   |
| Damendoppel  | Duanganong Aroonkesorn Kunchala Voravichitchaikul | Endang Nursugianti Rani Mundiasti  | Ha Jung-eun Kim Mi-young                      |
| Damendoppel  | Duanganong Aroonkesorn Kunchala Voravichitchaikul | Endang Nursugianti Rani Mundiasti  | Shinta Mulia Sari Xing Aiying                 |
| Mixed        | Nuttaphon Narkthong Kunchala Voravichitchaikul    | Trần Thanh Hải Trần Thị Thanh Thảo | Songphon Anugritayawon Duanganong Aroonkesorn |
| Mixed        | Nuttaphon Narkthong Kunchala Voravichitchaikul    | Trần Thanh Hải Trần Thị Thanh Thảo | Muhammad Rizal Neli Triana                    |